# Wahlkreis Romsey
Der Wahlkreis Romsey (von 1983 bis 1997: Wahlkreis Romsey and Waterside) war von 1983 bis 2010 ein Wahlkreis (englisch constituency) für die Wahl eines Abgeordneten des britischen Unterhauses (House of Commons).

## Ergebnisse

### Parlamentswahl 1983
| Kandidaten           | Kandidaten     | Parteien                | Stimmen | %    |
| -------------------- | -------------- | ----------------------- | ------- | ---- |
|                      | Michael Colvin | Conservative Party      | 30.361  | 56,6 |
|                      | Alan Bloss     | Social Democratic Party | 16.671  | 31,1 |
|                      | Matthew Knight | Labour Party            | 6.604   | 12,3 |
| Gesamt               | Gesamt         | Gesamt                  | 53.636  | 100  |
|                      |                |                         |         |      |
| Quelle: UK Parlament |                |                         |         |      |

### Parlamentswahl 1987
| Kandidaten           | Kandidaten      | Parteien                | Stimmen | %    |
| -------------------- | --------------- | ----------------------- | ------- | ---- |
|                      | Michael Colvin  | Conservative Party      | 35.303  | 56,4 |
|                      | Alan Bloss      | Social Democratic Party | 20.031  | 32,0 |
|                      | Stephen Roberts | Liberal Party           | 7.213   | 11,5 |
| Gesamt               | Gesamt          | Gesamt                  | 62.547  | 100  |
|                      |                 |                         |         |      |
| Quelle: UK Parlament |                 |                         |         |      |

### Parlamentswahl 1992
| Kandidaten           | Kandidaten       | Parteien                         | Stimmen | %    |
| -------------------- | ---------------- | -------------------------------- | ------- | ---- |
|                      | Michael Colvin   | Conservative Party               | 37.375  | 54,4 |
|                      | George Dawson    | Liberal Democrats                | 22.071  | 32,1 |
|                      | Angela Mawle     | Labour Party                     | 8.688   | 12,6 |
|                      | John Spottiswood | Green Party of England and Wales | 577     | 0,8  |
| Gesamt               | Gesamt           | Gesamt                           | 68.711  | 100  |
|                      |                  |                                  |         |      |
| Quelle: UK Parlament |                  |                                  |         |      |

### Parlamentswahl 1997
| Kandidaten           | Kandidaten     | Parteien              | Stimmen | %    |
| -------------------- | -------------- | --------------------- | ------- | ---- |
|                      | Michael Colvin | Conservative Party    | 23.834  | 46,0 |
|                      | Mark Cooper    | Liberal Democrats     | 15.249  | 29,4 |
|                      | Joanne Ford    | Labour Party          | 9.623   | 18,6 |
|                      | Alan Sked      | UK Independence Party | 1.824   | 3,5  |
|                      | Michael Wigley | Referendum Party      | 1.291   | 2,5  |
| Gesamt               | Gesamt         | Gesamt                | 51.821  | 100  |
|                      |                |                       |         |      |
| Quelle: UK Parlament |                |                       |         |      |

### Nachwahl 2000
Die Wahl fand am 4. Mai statt.
| Kandidaten                                                   | Kandidaten         | Parteien                   | Stimmen | %    |
| ------------------------------------------------------------ | ------------------ | -------------------------- | ------- | ---- |
|                                                              | Sandra Gidley      | Liberal Democrats          | 19.571  | 50,6 |
|                                                              | Tim Palmer         | Conservative Party         | 16.260  | 42,0 |
|                                                              | Andy Howard        | Labour Party               | 1.451   | 3,7  |
|                                                              | Garry Rankin-Moore | UK Independence Party      | 901     | 2,3  |
|                                                              | Derrick Large      | Legalise Cannabis Alliance | 417     | 1,1  |
|                                                              | Thomas Lamont      | unabhängig                 | 109     | 0,3  |
| Gesamt                                                       | Gesamt             | Gesamt                     | 38.709  | 100  |
|                                                              |                    |                            |         |      |
| Wahlberechtigte                                              | Wahlberechtigte    | Wahlberechtigte            | 69.701  |      |
|                                                              |                    |                            |         |      |
| Quellen: House of Commons Library – The Guardian, 05/05/2000 |                    |                            |         |      |

### Parlamentswahl 2001
| Kandidaten           | Kandidaten      | Parteien                   | Stimmen | %    |
| -------------------- | --------------- | -------------------------- | ------- | ---- |
|                      | Sandra Gidley   | Liberal Democrats          | 22.756  | 47,0 |
|                      | Paul Raynes     | Conservative Party         | 20.386  | 42,1 |
|                      | Stephen Roberts | Labour Party               | 3.986   | 8,2  |
|                      | Anthony McCabe  | UK Independence Party      | 730     | 1,5  |
|                      | Derrick Large   | Legalise Cannabis Alliance | 601     | 1,2  |
| Gesamt               | Gesamt          | Gesamt                     | 48.459  | 100  |
|                      |                 |                            |         |      |
| Quelle: UK Parlament |                 |                            |         |      |

### Parlamentswahl 2005
| Kandidaten           | Kandidaten      | Parteien              | Stimmen | %    |
| -------------------- | --------------- | --------------------- | ------- | ---- |
|                      | Sandra Gidley   | Liberal Democrats     | 22.465  | 44,7 |
|                      | Caroline Nokes  | Conservative Party    | 22.340  | 44,4 |
|                      | Matthew Stevens | Labour Party          | 4.430   | 8,8  |
|                      | Michael Wigley  | UK Independence Party | 1.076   | 2,1  |
| Gesamt               | Gesamt          | Gesamt                | 50.311  | 100  |
|                      |                 |                       |         |      |
| Quelle: UK Parlament |                 |                       |         |      |